# ダルド級駆逐艦
ダルド級駆逐艦 （ダルドきゅうくちくかんCacciatorpediniere Classe Dardo）は、イタリア王立海軍の駆逐艦。
8隻が建造されたが、建造時期により第一グループ（プリマ、Prima Serie）4隻と第二グループ（セコンダ、Seconda Serie）4隻に分かれる。1931年から1932年にかけて就役し、第二次世界大戦により1945年までに全艦が地中海で喪失した。なお、ギリシャ海軍に輸出されたイドラ級駆逐艦4隻は、第一グループの同型艦である。